# Il fabbro armonioso

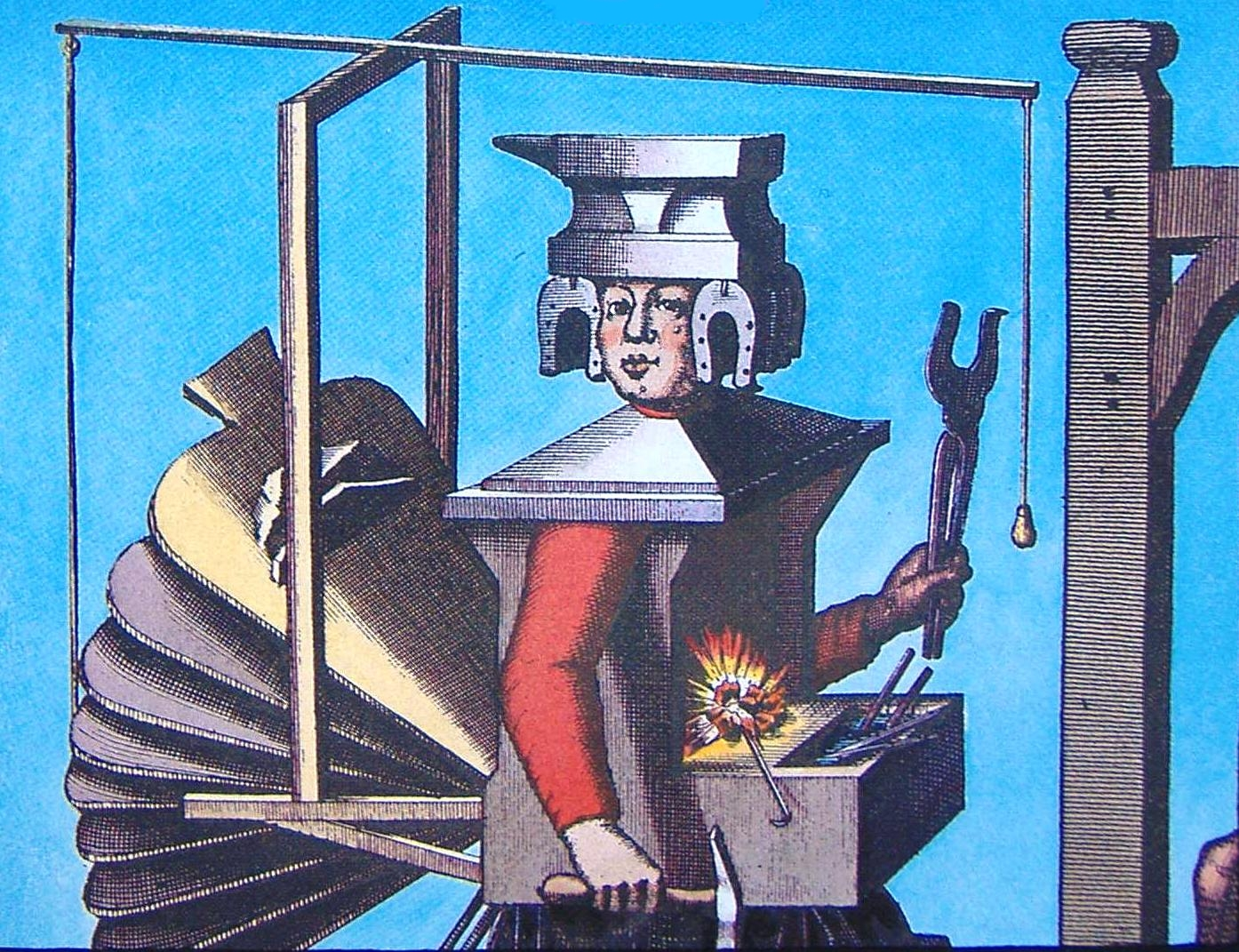
Allegoria di un fabbro in Habit de Marêchal di Nicolas de Larmessin II (1638-1694).

Il fabbro armonioso (nell'originale inglese: The Harmonious Blacksmith) è il nome con cui è popolarmente conosciuto l'ultimo movimento, l'aria con variazioni, tratto dalla quinta suite per clavicembalo in mi maggiore HWV 430 di Georg Friedrich Händel.
Si tratta di un'aria seguita da cinque variazioni doppie (secondo lo stile di divisione inglese): semicrome per la mano destra, semicrome per la mano sinistra, e poi biscrome per entrambe le mani.

## Le otto suite del 1720
Händel pubblicò le sue prime otto suite nel 1720 con la seguente prefazione:
(Sono stato costretto a pubblicare alcune delle seguenti lezioni perché copie errate di esse sono apparse all'estero a mia insaputa. Ne ho aggiunte molte altre per rendere il lavoro più utile, sperando in una ricezione favorevole da parte del pubblico. Continuerò a pubblicare altri pezzi, perché considero mio dovere, con il mio modesto talento, servire un Paese dal quale ho ricevuto così generosa protezione.)

## Ipotesi sul titolo
Esistono diverse ipotesi sul perché questo movimento sia intitolato Il fabbro armonioso. Ciò che è certo, però, è che il nome non venne dato da Händel e che l'aria non venne conosciuta con quel titolo prima del XIX secolo.
Secondo una tesi, mentre Händel stava lavorando per James Brydges, fra il 1717 e il 1718, riparatosi dalla pioggia in una fucina, il compositore avrebbe avuto l'ispirazione per la musica sentendo il rumore del martello e dell'incudine, da cui la regolare ripetizione della nota Si nella mano destra durante la prima variazione. Una diversa ipotesi spiega che il compositore avrebbe sentito un fabbro fischiettare un  motivetto dal quale successivamente sarebbe nata l'aria. Tuttavia, nessuna delle due ipotesi è fondata.
La leggenda nacque nel 1836 nel libro di Richard Clark Reminiscences of Handel. Henry Wilde e Richard Clark trovarono una vecchia incudine a Whitchurch, nei sobborghi di Londra, e costruirono una storia secondo la quale un certo William Powell sarebbe stato il fabbro armonioso che avrebbe ispirato Händel. Tuttavia, Powell non lavorò mai come fabbro. Dopo una sottoscrizione per un monumento in suo onore, la popolazione fece realizzare una lapide con la dedica: «In memoria di William Powell, il Fabbro Armonioso, sepolto qui il 27 febbraio 1780 all'età di 78 anni. Fu impiegato parrocchiale mentre  Händel era organista della chiesa. Eretto mediante sottoscrizione nel maggio 1868».
Händel, però, compose l'opera molto prima del suo arrivo in quella zona.
William Lintern fu un apprendista fabbro che si occupò della musica che successivamente sarebbe stata intitolata Il fabbro armonioso. La composizione potrebbe aver preso il nome da lui, in quanto Lintern la pubblicò con le seguenti spiegazioni:

## Origine della musica
Per quanto riguarda le origini della musica, una bourrée composta da Richard Jones (1680-1740) è quasi identica all'aria di Händel, anche se non sappiamo chi dei due la compose per primo.
Un passaggio dell'opera di Händel Almira, scritta nel 1704, è molto simile alla melodia del fabbro armonioso, quindi è probabile che l'idea originaria sia stata sua.
Esistono inoltre diverse versioni alternative del brano, in sol maggiore anziché mi maggiore e intitolate semplicemente Ciaccona, dove la struttura complessiva è la stessa che conosciamo, ma la melodia è allo stato di canovaccio. Interessante, nelle versioni alternative, è la completa assenza della nota Si (Re, nella trasposizione), che generò secondo alcuni l'associazione fra la musica e il rumore del martello che batte sull'incudine.